# Afrânio Coutinho
Afrânio Coutinho (* 15. März 1911 in Salvador da Bahia; † 5. August 2000 in Rio de Janeiro) war ein brasilianischer Literaturkritiker und Autor.
Coutinho studierte Medizin, wandte sich aber früh der Literatur zu. Nach Auslandsaufenthalten wurde er Professor am Colégio Pedro II und an der Universidade Federal do Rio de Janeiro (UFRJ). 1962 wurde er in die Academia Brasileira de Letras gewählt, wo er die cadeira 33 besetzte. An der UFRJ gründete er 1965 die Literaturfakultät und war deren Direktor bis zu seiner Emeritierung 1981.
Coutinho gilt als Spezialist für Machado de Assis; seine Privatbibliothek bildete den Grundstock für die 1979 gegründete Oficina Literária Afrânio Coutinho (OLAC) (die heute zur Literaturfakultät der UFRJ gehört).